# Jonáš Kolomaznik
Jonáš Kolomaznik (* 24. Februar 2003 in Přerov) ist ein tschechischer Hürdenläufer, dessen Spezialstrecke die 110-Meter-Distanz ist.

## Sportliche Laufbahn
Erste Erfahrungen bei internationalen Meisterschaften sammelte Jonáš Kolomaznik im Jahr 2025, als er bei den Hallenweltmeisterschaften in Nanjing in der ersten Runde im 60-Meter-Hürdenlauf disqualifiziert wurde. Im Juli schied er bei den U23-Europameisterschaften in Bergen mit 13,87 s im Halbfinale über 110 m Hürden aus.
2025 wurde Kolomaznik tschechischer Hallenmeister im 60-Meter-Hürdenlauf.

## Persönliche Bestzeiten
- 110 m Hürden: 13,71 s (+0,6 m/s), 24. Juni 2025 in Ostrava
  - 60 m Hürden (Halle): 7,64 s, 22. Februar 2025 in Ostrava